# Paulino Lopes Tavares
Paulino Lopes Tavares, född 10 december 1984 i Lissabon, är en portugisisk fotbollsspelare.